# فراموش خواهیم شد
فراموش خواهیم شد (اسپانیایی: El olvido que seremos‎) یک فیلم درام کلمبیایی به کارگردانی فرناندو تروئبا است که در سال ۲۰۲۰ منتشر شد و در جشنواره فیلم کن ۲۰۲۰ به نمایش درآمد. این فیلم نماینده کشور کلمبیا در رقابت برای کسب جایزه اسکار بهترین فیلم بین‌المللی در نود و سومین دوره جوایز اسکار بود که در نهایت در فهرست نامزدها قرار نگرفت. از بازیگران این فیلم می‌توان به خاویر کامارا و ویت استیلمن اشاره کرد.